# Chaufour-Notre-Dame
Chaufour-Notre-Dame è un comune francese di 1 123 abitanti situato nel dipartimento della Sarthe nella regione dei Paesi della Loira.

## Società

### Evoluzione demografica
Abitanti censiti